# UCI Asia Tour 2020
El UCI Asia Tour 2020 fue la decimosexta edición del calendario ciclístico internacional asiático. Se inició el 2 de noviembre de 2019 en Indonesia con el Tour de Singkarak y finalizó el 11 de octubre de 2020 con el Tour de Tailandia en Tailandia. En principio, se disputarían 25 competencias, otorgando puntos a los primeros clasificados de las etapas y a la clasificación final, aunque el calendario sufrió modificaciones a lo largo de la temporada con la inclusión de nuevas carreras o exclusión de otras y finalmente se celebraron 10 pruebas.

## Equipos
Los equipos que podían participar en las diferentes carreras dependía de la categoría de las mismas. Los equipos UCI WorldTeam y UCI ProTeam, tenían cupo limitado para competir de acuerdo al año correspondiente establecido por la UCI, los equipos UCI Continentales y selecciones nacionales no tenían restricciones de participación:
| Categoría      | Categoría                       | Equipos                                                                                    |
| -------------- | ------------------------------- | ------------------------------------------------------------------------------------------ |
| .1             | 1.1 (Carrera de un día)         | * UCI WorldTeam (max 50%) * UCI ProTeam * Continentales * Selecciones nacionales           |
| .1             | 2.1 (Carrera de varios días)    | * UCI WorldTeam (max 50%) * UCI ProTeam * Continentales * Selecciones nacionales           |
| .2             | 1.2 (Carrera de un día)         | * UCI ProTeam * Continentales * Selecciones nacionales * Selecciones regionales * Amateurs |
| .2             | 2.2 (Carrera de varios días)    | * UCI ProTeam * Continentales * Selecciones nacionales * Selecciones regionales * Amateurs |
| .Ncup (sub-23) | 1.Ncup (Carrera de un día)      | * Selecciones nacionales * Selecciones mixtas                                              |
| .Ncup (sub-23) | 2.Ncup (Carrera de varios días) | * Selecciones nacionales * Selecciones mixtas                                              |

## Calendario
Las siguientes fueron las carreras que compusieron el calendario UCI Asia Tour para la temporada 2020 aprobado por la UCI.
| UCI Asia Tour 2020   | UCI Asia Tour 2020      | UCI Asia Tour 2020                   | UCI Asia Tour 2020 | UCI Asia Tour 2020 |
| Fecha                | País                    | Carrera                              | Ganador            |                    |
| -------------------- | ----------------------- | ------------------------------------ | ------------------ | ------------------ |
| 2 – 10 de noviembre  | Indonesia               | Tour de Singkarak                    | Jesse Ewart        |                    |
| 8 – 10 de noviembre  | República Popular China | Tour de Quanzhou Bay                 | Ryan Cavanagh      |                    |
| 10 de nov            | Japón                   | Tour de Okinawa                      | Nariyuki Masuda    |                    |
| 17 – 23 de noviembre | República Popular China | Tour de Fuzhou                       | Artur Fedosseyev   |                    |
| 18 – 22 de diciembre | Malasia                 | Tour de Selangor                     | Marcus Culey       |                    |
| 4 – 6 de enero       | Camboya                 | Cambodia Bay Cycling Tour            | Ariya Phounsavath  |                    |
| 4 – 8 de febrero     | Arabia Saudí            | Saudi Tour                           | Phil Bauhaus       |                    |
| 15 de feb            | Malasia                 | Malaysian International Classic Race | Johan Le Bon       |                    |
| 1 – 5 de marzo       | República de China      | Tour de Taiwán                       | Nicholas White     |                    |
| 6 – 11 de octubre    | Tailandia               | Tour de Tailandia                    | Nikodemus Holler   |                    |

## Clasificaciones finales
- Nota: Las clasificaciones finales fueron:[4][5]

### Individual
| Posición | Corredor                 | Equipo                             | Puntos |
| -------- | ------------------------ | ---------------------------------- | ------ |
| 1.º      | Alexey Lutsenko          | Astana                             | 531    |
| 2.º      | Yevgeniy Fedorov         | Vino-Astana Motors                 | 221    |
| 3.º      | Hideto Nakane            | NIPPO DELKO One Provence           | 147    |
| 4.º      | Sarawut Sirironnachai    | Thailand Continental               | 146    |
| 5.º      | Artur Fedosseyev         | Ningxia Sports Lottery Continental | 136    |
| 6.º      | Thanakhan Chaiyasombat   | Thailand Continental               | 124    |
| 7.º      | Daniil Pronskiy          | Vino-Astana Motors                 | 116    |
| 8.º      | Ilya Davidenok           | Ningxia Sports Lottery Continental | 114    |
| 9.º      | Peerapol Chawchiangkwang | Thailand Continental               | 95     |
| 10.º     | Muradjan Khalmuratov     |                                    | 75     |

| Posiciones 11º al 20º | Posiciones 11º al 20º | Posiciones 11º al 20º | Posiciones 11º al 20º |
| --------------------- | --------------------- | --------------------- | --------------------- |
| 11.º                  | Ayush-Ochir Sugarmaa  |                       | 75                    |
| 12.º                  | Xianjing Lyu          | Hengxiang             | 70                    |
| 13.º                  | Maral-Erdene Batmunkh | Terengganu Inc-TSG    | 69                    |
| 14.º                  | Matvey Nikitin        | Vino-Astana Motors    | 69                    |
| 15.º                  | Chun Kai Feng         | Bahrain McLaren       | 68                    |
| 16.º                  | Nariyuki Masuda       | Utsunomiya Blitzen    | 61                    |
| 17.º                  | Yukiya Arashiro       | Bahrain McLaren       | 61                    |
| 18.º                  | Marwan Al Jalham      |                       | 60                    |
| 19.º                  | Ariya Phounsavath     |                       | 59                    |
| 20.º                  | Sergey Luchshenko     | Apple                 | 59                    |

### Equipos
| Posición | Equipo                             | Puntos |
| -------- | ---------------------------------- | ------ |
| 1.º      | Sapura                             | 1113   |
| 2.º      | Terengganu Inc-TSG                 | 864    |
| 3.º      | Vino-Astana Motors                 | 465    |
| 4.º      | Thailand Continental               | 456    |
| 5.º      | Ningxia Sports Lottery Continental | 264    |

### Países
| Posición | País       | Puntos |
| -------- | ---------- | ------ |
| 1.º      | Kazajistán | 1296   |
| 2.°      | Tailandia  | 530    |
| 3.º      | Japón      | 434    |
| 4.º      | Mongolia   | 351    |
| 5.º      | Malasia    | 262    |

### Países sub-23
| Posición | País       | Puntos |
| -------- | ---------- | ------ |
| 1.º      | Kazajistán | 433    |
| 2.º      | Tailandia  | 248    |
| 3.º      | Malasia    | 179    |
| 4.º      | Mongolia   | 85     |
| 5.º      | China      | 73     |

## Evolución de las clasificaciones
| Fecha            | Clasificación individual | Clasificación por equipos | Clasificación por países | Clasificación por países sub-23 |
| ---------------- | ------------------------ | ------------------------- | ------------------------ | ------------------------------- |
| 31 de enero      | Alexey Lutsenko          | Terengganu Inc-TSG        | Kazajistán               | Kazajistán                      |
| 29 de febrero    | Alexey Lutsenko          | Sapura                    | Kazajistán               | Kazajistán                      |
| 31 de marzo      | Alexey Lutsenko          | Sapura                    | Kazajistán               | Kazajistán                      |
| 30 de abril      | Alexey Lutsenko          | Sapura                    | Kazajistán               | Kazajistán                      |
| 31 de mayo       | Alexey Lutsenko          | Sapura                    | Kazajistán               | Kazajistán                      |
| 30 de junio      | Alexey Lutsenko          | Sapura                    | Kazajistán               | Kazajistán                      |
| 31 de julio      | Alexey Lutsenko          | Sapura                    | Kazajistán               | Kazajistán                      |
| 31 de agosto     | Alexey Lutsenko          | Sapura                    | Kazajistán               | Kazajistán                      |
| 30 de septiembre | Alexey Lutsenko          | Sapura                    | Kazajistán               | Kazajistán                      |
| 31 de octubre    | Alexey Lutsenko          | Sapura                    | Kazajistán               | Kazajistán                      |
| 10 de noviembre  | Alexey Lutsenko          | Sapura                    | Kazajistán               | Kazajistán                      |
| Final            | Alexey Lutsenko          | Sapura                    | Kazajistán               | Kazajistán                      |